# Karl Heinz Brisch
Karl Heinz Brisch (* 1955 in Trier) ist ein deutscher Kinder- und Jugendlichenpsychiater und Psychotherapeut, Psychiater und Psychoanalytiker für Kinder, Jugendliche, Erwachsene und Gruppen.

## Wirken
Karl Heinz Brisch war Leiter der Abteilung Pädiatrische Psychosomatik und Psychotherapie an der Kinderklinik und Poliklinik im Dr. von Haunerschen Kinderspital der Ludwig-Maximilians-Universität München,  Lehranalytiker in Stuttgart und Facharzt für Psychosomatische Medizin und Psychotherapie und Neurologie sowie EMDR-Supervisor. Er gründete 2016 das private Forschungsinstitut  für Early Life Care an der Paracelsus Medizinischen Privatuniversität in Salzburg und übernahm den gleichnamigen Lehrstuhl.

„Der 2016 gestartete Universitätslehrgang Early Life Care […] widmet sich speziell der Thematik der psychosozialen, emotionalen und biologischen Entwicklungsphasen in einem inter-, multi- und transdisziplinären Forschungsansatz für den Zeitraum Schwangerschaft, Geburt und erstes Lebensjahr. Ein besonderer Schwerpunkt liegt auf der primären Prävention, indem durch die Forschungsprojekte im Early Life Care-Ansatz Präventionsmöglichkeiten für werdende Eltern, psychosoziales Management im Kreißsaal und emotionale Betreuung von Entbindenden sowie die förderlichen Entwicklungsbedingungen herausgearbeitet werden.“

Brisch ist Autor mehrerer Bücher zum Thema Bindungstheorie, Bindungsstörungen und deren Psychotherapie.
Sein Arbeitsschwerpunkt ist die frühe Eltern-Kind-Bindung. Hierzu hat er u. a. das Elternprogramm Safe – Sichere Ausbildung für Eltern entwickelt, das sich an werdende Eltern richtet und als Ausbildungs- und Trainingsprogramm zur Förderung einer sicheren Bindung zwischen Eltern und Kindern dienen soll.
Das Werk von Brisch beruht insbesondere auch auf seinen Erkenntnissen zur transgenerationalen Traumatisierung. Die Verarbeitung eigener Kindheitstraumata sieht er als präventive Voraussetzung für eine gesunde Entwicklung zwischen Eltern und Kind, da es andernfalls aufgrund einer Reinszenierung des Traumas zu Störungen komme und einer transgenerationalen Weitergabe der Weg geebnet werde.
Angesichts des Ausbaus der Krippenbetreuung in Deutschland weist Brisch, auf die dringende Notwendigkeit hin, die Qualität der Betreuung zu erhöhen; insbesondere müsse der Betreuungsschlüssel in Kinderkrippen deutlich verbessert werden, die Ausbildung eigens auf Kleinstkinder ausgerichtet sein, die Erzieher durch gute Arbeitsbedingungen und Supervision und ein würdiges Gehalt unterstützt werden und eine bindungsorientierte Eingewöhnung stattfinden, damit es den Kindern nicht an emotionalem Kontakt fehle. Unter geeigneten Bedingungen könne ein sechsmonatiges Kind durchaus auch zu einer Bezugsperson in der Krippe eine sichere Bindung entwickeln. Zur Finanzierung merkt er an, dass eine solche Investition in die Früherziehung langfristig Verhaltensauffälligkeiten vorbeuge.
Brisch ist Mitglied der Gesellschaft für Seelische Gesundheit in der Frühen Kindheit (GAIMH – German-Speaking Association for Infant Mental Health), einer der Tochtergesellschaften der World Association for Infant Mental Health und war dort viele Jahre lang im Vorstand. Jährlich organisiert er als wissenschaftlicher Leiter eine renommierte Internationale Bindungskonferenz.

## Veröffentlichungen (Auswahl)
- Bindung und Umgang. In: Deutscher Familiengerichtstag (Hrsg.), Siebzehnter Deutscher Familiengerichtstag vom 12. bis 15. September 2007 in Brühl. Brühler Schriften zum Familienrecht, Band 15, Verlag Gieseking Bielefeld, S. 89–135 (online)
- Bindungsstörungen. Von der Theorie zur Therapie. 9. vollständig überarbeitete und ergänzte Neuauflage. Klett-Cotta, Stuttgart 2009.
- mit K. E. Grossmann, K. Grossmann, L. Köhler (Hrsg.): Bindung und seelische Entwicklungswege. 3. Auflage. Klett-Cotta, Stuttgart 2006.
- mit Th. Hellbrügge (Hrsg.): Bindung und Trauma. 3. Auflage. Klett-Cotta, Stuttgart 2009.
- mit Th. Hellbrügge (Hrsg.): Kinder ohne Bindung. 2. Auflage. Klett-Cotta, Stuttgart 2007.
- mit Th. Hellbrügge (Hrsg.): Die Anfänge der Eltern-Kind-Bindung. 2. Auflage. Klett-Cotta, Stuttgart 2008.
- mit Th. Hellbrügge (Hrsg.): Der Säugling – Bindung, Neurobiologie und Gene. Klett-Cotta, Stuttgart 2008.
- mit Th. Hellbrügge (Hrsg.): Wege zu sicheren Bindungen in Familie und Gesellschaft. Klett-Cotta, Stuttgart 2009.
- mit Th. Hellbrügge (Hrsg.): Bindung, Angst und Aggression. Klett-Cotta, Stuttgart 2009.
- SAFE® – Sichere Ausbildung für Eltern. 2. Auflage. Klett-Cotta, Stuttgart 2010.
- Bindung und frühe Störungen der Entwicklung. Klett-Cotta, Stuttgart 2010.
- Schwangerschaft und Geburt. Reihe Bindungspsychotherapie – Bindungsbasierte Beratung und Therapie, Band 1 Klett-Cotta, Stuttgart 2013. ISBN 978-3-608-94781-6
- Säuglings- und Kleinkindalter. Reihe Bindungspsychotherapie – Bindungsbasierte Beratung und Therapie, Band 2 Klett-Cotta, Stuttgart 2014. ISBN 978-3-608-94824-0
- Kindergartenalter. Reihe Bindungspsychotherapie – Bindungsbasierte Beratung und Therapie, Band 3 Klett-Cotta, Stuttgart 2015. ISBN 978-3-608-94830-1
- Grundschulalter. Reihe Bindungspsychotherapie – Bindungsbasierte Beratung und Therapie, Band 4 Klett-Cotta, Stuttgart 2016. ISBN 978-3-608-94831-8
- Pubertät. Reihe Bindungspsychotherapie – Bindungsbasierte Beratung und Therapie, Band 5 Klett-Cotta, Stuttgart 2017. ISBN 978-3-608-94832-5
- Bindung und emotionale Gewalt Klett-Cotta, Stuttgart 2017.